# Mariel·la Finet i Herbera
Mariel·la Finet i Herbera (Perpinyà, Rosselló, 24 de març de 1962) és doctora en física energètica, professora de física-química a Perpinyà, professora de cant, escriptora i compositora de sardanes i flabiolaire.
Va estudiar de molt jove piano i sobretot cant líric amb Montserrat Comadira (Girona). S'especialitzà en el cant líric en els conservatoris de Grenoble i Perpinyà, en la tessitura de soprano. Va ser membre fundadora de la colla sardanista Lliure (1979) amb un altre compositor de sardanes, Roland Besson, i en fou capdansera durant anys. També es fundadora amb els seus fills del grup musical MALV.
Va estudiar instrumentació per a cobla de la mà del mestre Francesc Cassú al Conservatori Albéniz de Girona.
Ha escrit les sardanes: La força del destí (1986), L'àngel de foc (1988), Claror d'amor (1989), A terra no es mira (1990, dedicada a la colla sardanista Roure), Per tu David (1995), Aurora dels ulls daurats (2009, dedicada a la seva filla), Del cel a l'infern (2010), Crit de guerra (2011) Aurora o la llum d'un somni (2012), El petit vailet (2012), Claror de goges (2013) Cor estel·lat (2015), de trompeta, La trompetiola (2017), per a flabiol i trompeta, La Catedral del Maresme (2018), Llabanera i Gargamell (2019), Notes de granit (2019, dedicada a la Cobla La Principal del Llobregat pel seu 90è aniversari), Ruixim de mar (2019). El 2021 obtingué el segon premi al concurs Ceret-Banyoles amb la sardana Fill meu
Ha instrumentat per a cobla la sardana per a piano La salanquaise, de Camille Gili, i és autora d'una sardana revessa.
Ha versionat per a cobla dues nadales catalanes: El petit vailet i La pastora Caterina.

## Vida privada
Els seus fills, Lluc Vizentini i Finet (Ceret, 1990) i Aurora Vizentini i Finet (Perpinyà, 1997) són flabiolaire i compositor, i tenorista, flabiolaire i flautista, respectivament. I tots dos han compost diverses obres per a la cobla.
Mariel·la Finet és autora d'una novel·la en francès: Le fils du guerrier.